# Filip Mladenović
Filip Mladenović (Kirin Serbia: Филип Mлaдeнoвић; sinh ngày 15 tháng 8 năm 1991) là một cầu thủ bóng đá chuyên nghiệp người Serbia thi đấu ở vị trí hậu vệ cho câu lạc bộ Panathinaikos tại Super League Greece và đội tuyển quốc gia Serbia.